# Artigos de Lambeth
Os Artigos de Lambeth foram criados em 1595.

## História
Os Artigos de Lambeth foram formulados pelo Dr. William Whitaker, Prof. Régio de Teologia em Cambridge, com incentivo do Revmo. Dr. Richard Fletcher (Bispo de Londres), Revmo. Dr. Richard Vaughan (Bispo de Bangor) e Rev. Humphrey Tyndall (Deão de Ely).
Os Artigos foram formalmente aprovados pelo Arcebispo de Canterbury (O M. Rev. Hon. Justo Dr. John Whitgift), o Arcebispo de York (Revmo. Dr. Matthew Hutton), o Bispo de Londres (Revmo. Dr. Richard Fletcher), o Bispo de Bangor (Revmo. Dr. Richard Vaughan) e outros prelados reunidos no Palácio de Lambeth, Londres (20 de novembro de 1595). O M. Rev. Hon. Justo Dr. Whitgift, o Arcebispo de Canterbury, enviou os Artigos de Lambeth à Universidade de Cambridge uns poucos dias depois (24 de novembro de 1595), não como novas leis e decretos, mas como uma explicação de certos pontos já estabelecidos pelas leis do país.
Na Conferência de Hampton Court do Rei Tiago I e vários prelados com os líderes dos Puritanos (janeiro, 1604), o Dr. Reynolds fez o pedido para que "as novas afirmações ortodoxas concluídas em Lambeth pudessem ser inseridas no Livro dos Artigos." Mas os Artigos de Lambeth nunca foram formalmente adicionados aos Trinta e Nove Artigos (1563) da Igreja da Inglaterra. Contudo, foram aceitos pela Convocação de Dublin de 1615 e enxertados nos Artigos Irlandeses (1615), elaborados pelo Rev. James Ussher, que se tornou Arcebispo de Armagh e Primaz de toda a Irlanda (1625-1656). Na Igreja da Irlanda, os Artigos de Lambeth obtiveram por algum tempo uma autoridade semi-simbólica. Diz-se que eles foram exibidos no Sínodo de Dordt (1618-1619), pelos representantes ingleses, como o julgamento da Igreja da Inglaterra sobre a controvérsia arminiana.

## Artigos
1. Deus, na eternidade, predestinou alguns homens para a vida, e reprovou alguns para a morte.
2. A causa movedora ou eficiente da predestinação para a vida não é a previsão da fé, da perseverança, das boas obras, ou de algo inato na pessoa predestinada, mas somente o bom propósito da vontade de Deus.
3. Existe um número certo e determinado de predestinados, que não pode ser aumentado nem diminuído.
4. Aqueles não predestinados para a salvação são inevitavelmente condenados por causa dos seus pecados.
5. Uma fé verdadeira, viva e justificadora, e a santificação do Espírito de Deus, não são perdidas nem extinguidas total ou finalmente no eleito.
6. O homem verdadeiramente fiel — isto é, alguém que recebeu a fé justificadora — está certo, pela plena certeza da fé ("plerophoria fidei"), da remissão dos pecados e da sua salvação eterna por meio de Cristo.
7. A graça salvadora não é doada, não é tornada comum, e nem cedida a todos os homens, pela qual eles possam ser salvos, se assim desejarem.
8. Ninguém pode vir a Cristo a menos que seja concedido por ele, e a menos que o Pai o traga: e nem todos os homens são trazidos pelo Pai para vir ao Filho.
9. O homem não tem a vontade ou o poder para ser salvo.